# Kwintus Cecyliusz Metellus Celer Starszy
Quintus Caecilus Metellus Celer (ur. ok. 129 p.n.e.; zmarł po 88 p.n.e.) – członek wpływowego plebejskiego rodu rzymskiego Cecyliuszy, syn Lucjusza Cecyliusza Metellusa Diadematusa, konsula w 117 p.n.e. Zyskał przydomek Celer swoją szybkością w zorganizowaniu gladiatorskich igrzysk pogrzebowych dla swojego ojca już kilka dni po jego śmierci. Trybun plebejski w 90 p.n.e. W 88 p.n.e. był edylem plebejskim i postawił przed sądem Gnejusza Sergiusza Silusa za znieważenie rzymskiej matrony niemoralną propozycją.
Historycy przez długi czas uważali, że Celer nie miał rodzonych synów i adoptował syna Kwintusa Cecyliusza Metellusa Neposa Starszego, konsula 98 p.n.e. T.P. Wiseman w swoim artykule wykazał, że było odwrotnie, Celer miał dwóch synów, starszym był Kwintus Cecyliusz Metellus Celer, konsul w 60 p.n.e., młodszego adoptował Nepos Starszy, który nie miał rodzonych dzieci i ten syn był zwany od tej pory 
Kwintusem Cecyliuszem Metellusem Neposem.
Zobacz też: Drzewo genealogiczne Cecyliuszów Metellów